# Prostitución en Tailandia

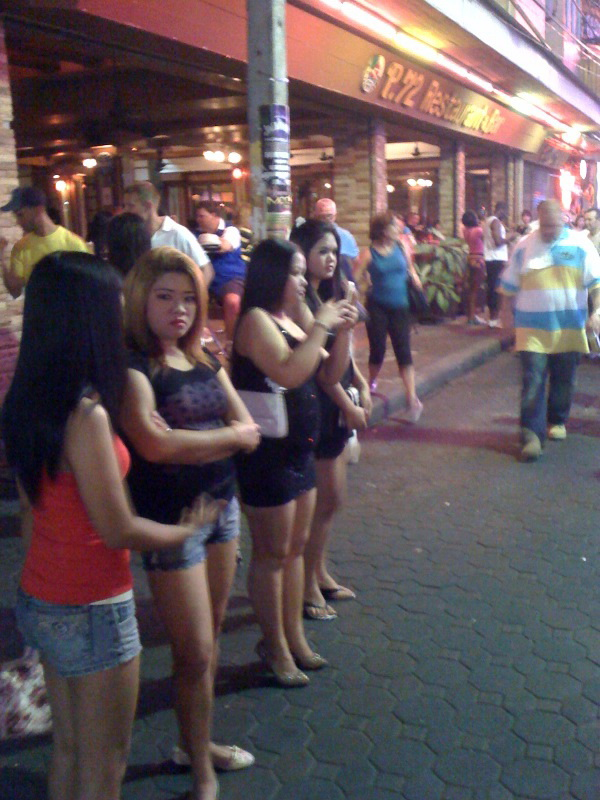
Trabajadoras sexuales en la ciudad turística de Pattaya.

La prostitución en Tailandia ha sido común durante siglos. Durante el Reino de Ayutthaya (1351–1767), la prostitución era legal y estaba sujeta a impuestos, y el estado dirigía los burdeles. Desde 1960, la prostitución en Tailandia ha sido ilegal de jure. Sin embargo, se estimó en un valor de 6,4 mil millones de dólares al año en ingresos (2015), lo que representa una parte significativa del PIB nacional.

## Fundamentos legales
El marco legal que rige la prostitución en Tailandia se basa en tres actos:

### Ley de la Prevención y Supresión de la Prostitución
La Ley de Prevención y Supresión de la Prostitución, BE 2539 (1996), es el estatuto que prohíbe más directamente la prostitución. Según el acto, la definición de «prostitución» es «relaciones sexuales, o cualquier otro acto, o la comisión de cualquier otro acto para satisfacer el deseo sexual de otra persona de manera promiscua a cambio de dinero o cualquier otro beneficio, independientemente de si la persona que acepta el acto y la persona que comete el acto son del mismo sexo o no». No se proporciona una definición clara de la frase «de una manera promiscua».
Bajo el acto, las personas que solicitan sexo «... de manera abierta y desvergonzada ...» —una frase que no está claramente definida—, o que son «... causando molestias al público ...» están sujetas a una multa. Las personas que se asocian en un «establecimiento de prostitución» con otra persona con el propósito de prostituirse enfrentan una pena de prisión o una multa o ambas cosas. El término «establecimiento de prostitución» no está claramente definido, aunque se puede interpretar ampliamente que incluye cualquier lugar donde se realiza la prostitución, especialmente en casos de prostitución infantil que conllevan sanciones más severas —hasta seis años si la prostituta es menor de 15 años de edad—, de lo contrario, la ley no suele aplicarse contra la prostitución en lugares privados. La ley también impone sanciones más severas contra los propietarios de negocios y establecimientos de prostitución. El código penal también estipula sanciones por obtener o utilizar el dinero obtenido de la prostitución.
La Ley de Prevención y Supresión de la Prostitución fue redactada con un enfoque particular en la prostitución infantil y la trata. La sección 8 penaliza a los clientes que tienen relaciones sexuales con trabajadoras sexuales menores de 15 años con una pena de prisión de dos a seis años y una multa de hasta 120,000 baht. Para los trabajadores sexuales entre las edades de 15 y 18 años, la pena de prisión es de uno a tres años, y la multa es de hasta 60,000 baht.
Con respecto al tráfico, la sección 9 de la ley establece que, "Cualquier persona que procure, seduzca o se lleve a cualquier persona para la prostitución de esa persona, incluso con su consentimiento e independientemente de si los diversos actos que constituyen una ofensa son cometidos dentro o fuera del Reino, estará sujeto a prisión por un período de uno a diez años y una multa de veinte mil a doscientos mil baht».
Además, cualquier ofensa bajo la sección 9 que se cometa «por medio de fraude, engaño, amenaza, violencia, [o] el ejercicio de influencia indebida o coerción», resulta en una sanción que es «un tercio más pesada».

### Ley de enmienda del Código Penal
La Ley de Enmienda del Código Penal (n.º 14), BE 2540 (1997), no declara explícitamente que la prostitución en Tailandia es ilegal, pero el Título IX, Sección 286 del Código Penal dice: «Cualquier persona, mayor de dieciséis años. de edad, [sic] subsiste con la obtención de una prostituta, incluso si es parte de sus ingresos [sic], será castigada con una pena de prisión de siete a veinte años y multada de catorce mil a cuarenta mil baht, o prisión por vida». Si bien no se especifican las sanciones, la misma sección de la ley penaliza a cualquier persona que (i) se encuentre residiendo o asociándose habitualmente con una prostituta, (ii) reciba pensión, dinero u otros beneficios dispuestos por una prostituta o (iii) ayuda a cualquier prostituta en una pelea con un cliente.
La Ley también fue escrita para abordar la prostitución infantil, pero carece de claridad, ya que no define qué es un «acto indecente». El Título IX, Sección 279 del Código Penal establece: «Quienquiera que cometa un acto indecente sobre un niño que todavía no tenga más de quince años de edad, ya sea que este lo autorice o no, será castigado con una pena de prisión de no más de diez años o multado que no exceda de veinte mil baht, o ambos».

### Ley de lugares de entretenimiento
La Ley de lugares de entretenimiento de 1966, atribuye la responsabilidad al propietario de ciertos tipos de establecimientos de entretenimiento si se produce la prostitución en los locales, lo que los hace penalmente responsables. De acuerdo con la ley, las trabajadoras sexuales también deben ser rehabilitadas por un año en una casa de reforma al terminar el castigo por practicar la prostitución.
Las actividades relacionadas, tales como el mantenimiento de burdeles, la solicitud y el beneficio de la prostitución ajena, son ilegales. Las leyes de molestia pública también se utilizan contra la prostitución. En la práctica se tolera, a veces porque los funcionarios locales tienen intereses financieros en la prostitución local. La prostitución opera clandestinamente en muchas partes del país.

## Extensión
| Nosotros [Gambia] no somos un destino sexual.- Hamat Bah, Ministro de Turismo de Gambia, comentando sobre las tendencias del turismo sexual local, pero provocó una reprimenda por parte de Tailandia. |

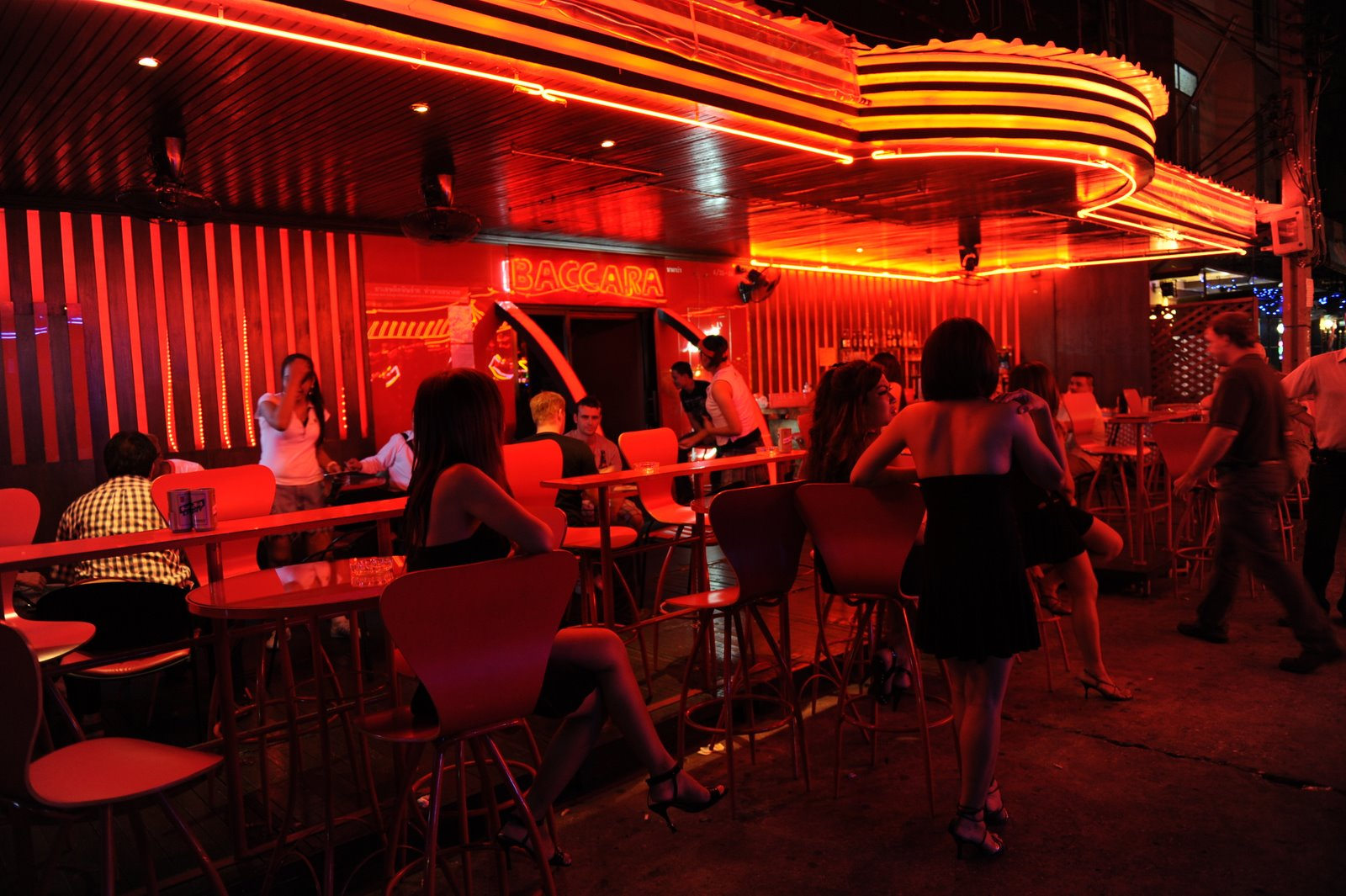
Un bar go-go, Soi Cowboy, Bangkok.

Desde la guerra de Vietnam, Tailandia se ha ganado una reputación internacional entre los viajeros de muchos países como destino de turismo sexual. El número preciso de prostitutas en Tailandia es difícil de evaluar. Las estimaciones varían ampliamente y están sujetas a controversias nacionales e internacionales. Ningún gobierno tailandés ha realizado una encuesta formal. Una estimación de 2004 del doctor Nitet Tinnakul de la Universidad de Chulalongkorn dio un total de 2,8 millones de trabajadoras sexuales, incluidas dos millones de mujeres, 20.000 hombres adultos y 800.000 menores de 18 años, aunque se consideraron las cifras de mujeres y menores estar muy infladas por la mayoría de los observadores, y haber resultado de métodos de investigación deficientes. Según un informe de 2001 de la Organización Mundial de la Salud: «La sugerencia más confiable es que hay entre 150.000 y 200.000 trabajadoras sexuales». En su informe anual de derechos humanos para 2008, el Departamento de Estado de los Estados Unidos Observó que «en una encuesta del gobierno realizada durante el año se encontró que había entre 76.000 y 77.000 prostitutas adultas en establecimientos de entretenimiento registrados. Sin embargo, las ONG creían que había entre 200.000 y 300.000 prostitutas». El Informe de Derechos Humanos 2013 del Departamento de Estado para Tailandia no hizo estimaciones del alcance de la prostitución, pero en 2015 Havocscope, una base de datos que proporciona información sobre el mercado negro global, dio una cifra aproximada de aproximadamente 250.000 para el número de prostitutas que trabajan en Tailandia. ONUSIDA en 2015 estimó que la población total de trabajadoras sexuales en Tailandia era de 147.000.
Se ha sugerido, por ejemplo, que puede haber hasta 10.000 prostitutas únicamente en Ko Samui, un destino turístico isleño que no suele ser conocido por la prostitución, y que al menos el 10 por ciento de los dólares de los turistas pueden gastarse en el comercio sexual. Una estimación publicada en 2003 colocó el comercio en 4,3 mil millones de dólares por año, o aproximadamente el tres por ciento de la economía tailandesa. En 2015, Havocscope dijo que el comercio generaba alrededor de 6,4 mil millones de dólares en ingresos anuales, cifra que representó el 10 por ciento del PIB de Tailandia. Havocscope afirma que las trabajadoras sexuales en Tailandia envían un promedio anual de 300 millones de dólares a los familiares que residen en áreas más rurales de Tailandia.
En 1996, la policía de Bangkok estimó que había por lo menos 5.000 prostitutas rusas trabajando en Tailandia, muchas de las cuales habían llegado a través de redes controladas por grupos rusos.
En julio de 2016 se informó que el gobierno tailandés tenía la intención de abolir la industria del sexo. Kobkarn Wattanavrangkul, ministra de turismo, dijo que «los turistas no vienen a Tailandia por [sexo]. Vienen aquí por nuestra hermosa cultura» y  «queremos que Tailandia sea un turismo de calidad. Queremos que la industria del sexo desaparezca». Kobkarn fue reemplazada como ministra de turismo en noviembre de 2017.

## Ubicación

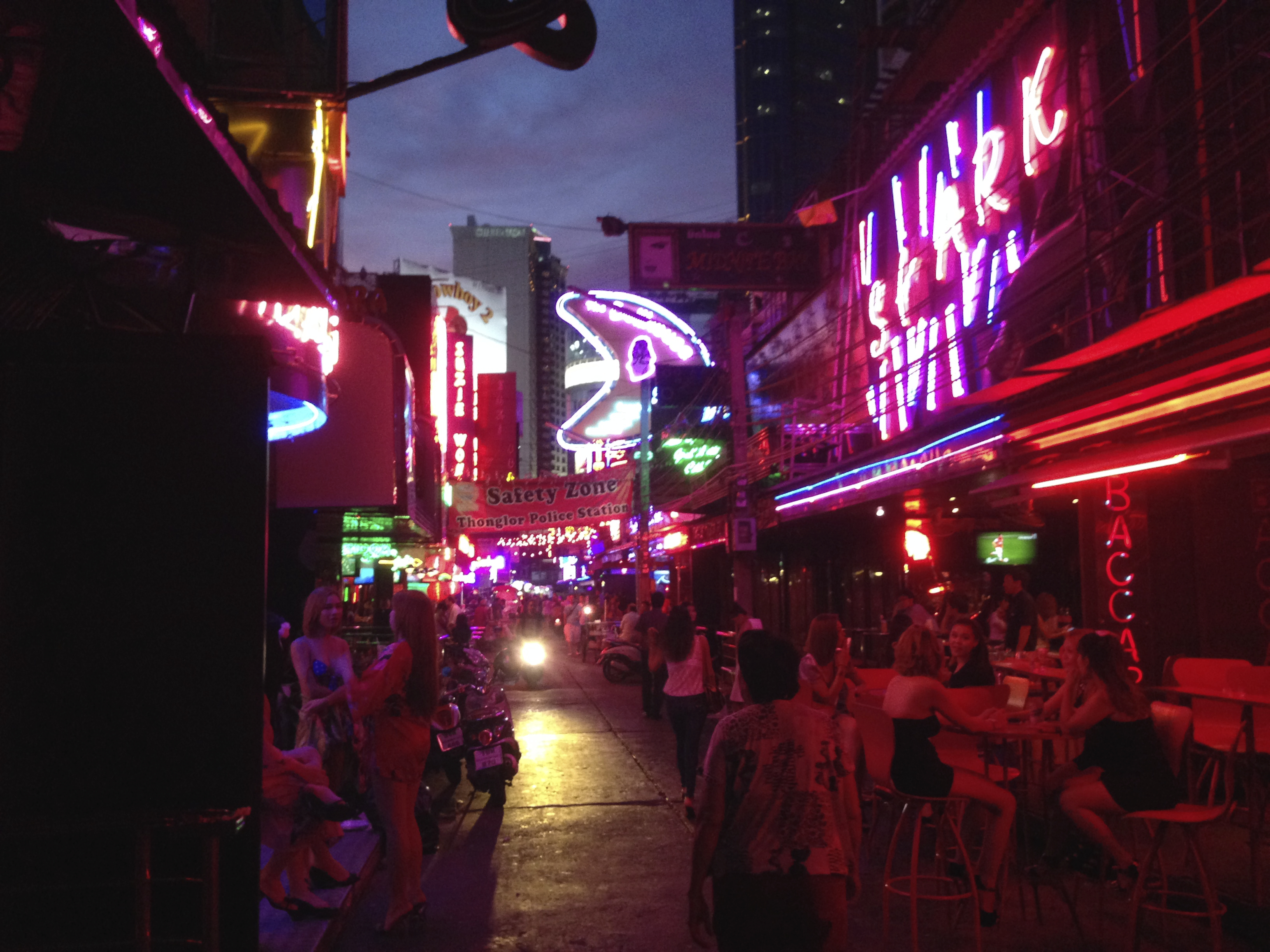
Soi Cowboy, Bangkok.

Las principales «zonas de prostitución» turísticas de Tailandia a menudo se identifican como los distritos de «zona roja» de Bangkok,  y Pattaya, así como Patong Beach Resort en la isla de Phuket. Además, Hat Yai y otras ciudades fronterizas de Malasia atienden a los malayos. En Bangkok, las áreas más comúnmente asociadas con la prostitución incluyen el distrito de entretenimiento de Patpong, así como las ubicaciones en el área de la carretera Sukhumvit occidental, como la calle Soi Cowboy, y el edificio de la plaza Nana. El llamado distrito de entretenimiento Ratchadaphisek, que corre a lo largo de Ratchadaphisek Road cerca de la intersección de Huai Khwang, ofrece varios lugares de entretenimiento grandes que incluyen masajes sexuales. El parque Lumphini en el centro de Bangkok es conocido como un lugar de prostitución después del anochecer. En Pattaya, las áreas principales asociadas con la prostitución son Boyztown, Sunee Plaza y Walking Street.
En lugar de enfrentarse a los riesgos de trabajar de forma independiente, muchas trabajadoras sexuales intercambian su libertad por la seguridad relativa que conlleva el empleo fijo en empresas como bares de karaoke, salones de masajes o burdeles.  La prostitución puede tener lugar en diferentes tipos de lugares, incluidos burdeles, hoteles, salones de masajes, restaurantes, saunas, bares de azafatas, bares go-go y cervecerías. Muchos otros trabajadores del sector servicios ofrecen servicios sexuales como actividad complementaria. La prostitución tailandesa se divide en diferentes sectores que sirven a diferentes mercados —el criterio principal es la condición socioeconómica de los clientes y la nacionalidad de los clientes y las prostitutas—. Los burdeles directos, que no ofrecen servicios aparte del sexo, representan el extremo inferior del mercado. Estos son los más comunes fuera de Bangkok, sirviendo a hombres tailandeses de bajos ingresos.
La prostitución está prohibida por la ley tailandesa, pero los bares de karaoke y las salas de masajes se pueden registrar como negocios normales y legales. Cuando ocurren arrestos de trabajadoras sexuales en dichos locales, la policía generalmente trata el acto de prostitución como un intercambio entre la trabajadora sexual y el cliente, un intercambio en el que el propietario de la empresa no tiene parte. Los casos de clientes que se cobran son pocos y distantes entre sí, lo que da lugar al dicho popular de que «el empleo de trabajadoras sexuales es legal, ser una trabajadora sexual es ilegal, los clientes se liberan». Los propietarios de tales establecimientos únicamente son acusados de delitos cuando infringen otras leyes, como el empleo de trabajadores menores de edad o inmigrantes ilegales.

### Masaje jabonoso
Los establecimientos de masaje jabonoso ( tailandés: สถาน อาบ อบ นวด; 
RTGS: sathan nuat ap op «lugares de masaje y baño jabonoso»), similar a los japoneses soaplands, típicamente facilitan, un aceite de masaje, masaje de cuerpo desnudo, o un tratamiento de baño que incluye servicios sexuales. En este tipo de establecimiento, los clientes masculinos pueden participar en actividades sexuales con prostitutas. Los establecimientos de prostitución dirigidos a la población local suelen ser salones de este tipo con «baños de masaje con sauna». Hay tantos negocios de masajes con jabón en algunas secciones de Bangkok, que utilizan cantidades masivas de agua bombeada ilegalmente desde el agua subterránea, que las autoridades los han acusado de contribuir al hundimiento de Bangkok un centímetro por año.

### Karaokes
Un observador dice que «los llamados 'bares de karaoke' comúnmente presentan máquinas de karaoke como decoración, aunque pocos o ningún cliente visitan esos lugares para cantar, sino para comprar servicios sexuales».

### Bares para extranjeros
Las mujeres («chicas del bar»), o los hombres, en el caso de bares gay, o transexuales kathoeys son empleados de los bares como bailarines —en el caso de bares go-go— o simplemente como azafatas que animarán a los clientes para comprarles bebidas. Aparte de este tipo de bares, hay otros lugares de comercio sexual. En la mayoría de estos establecimientos, las prostitutas trabajan directamente, pero en los hoteles, algunos bares y discotecas pueden contratar a las prostitutas independientes para los clientes que lo soliciten. Por lo general, las prostitutas reciben una comisión cuando un cliente compra bebidas y se pueden organizar servicios sexuales para que se realicen en las instalaciones o en otro lugar —este último requiere que el cliente pague una «multa de barra» para liberar a la prostituta de la bar—.

### Salones de masaje
Aunque Tailandia es conocida por el masaje tailandés conocido como nuat phaen boran, de estilo masaje tradicional médico y no sexual, algunos salones de masaje brindan a los clientes masajes eróticos a un costo adicional que incluye trabajos manuales, sexo oral y relaciones sexuales. La Federation of Thai Spa Associations (FTSPA) en 2016 instó a las autoridades a reprimir los servicios sexuales que se ofrecen en algunos salones de masajes. La FTSPA sostiene que las figuras influyentes han usado lagunas legales para abrir «spas bonitos» o salones de masaje donde los turistas pueden comprar servicios sexuales. La diferencia entre este tipo de masaje y el ejercicio tradicional de masaje se debe a que no todos los salones de masaje ofrecen servicios sexuales.

## Historia

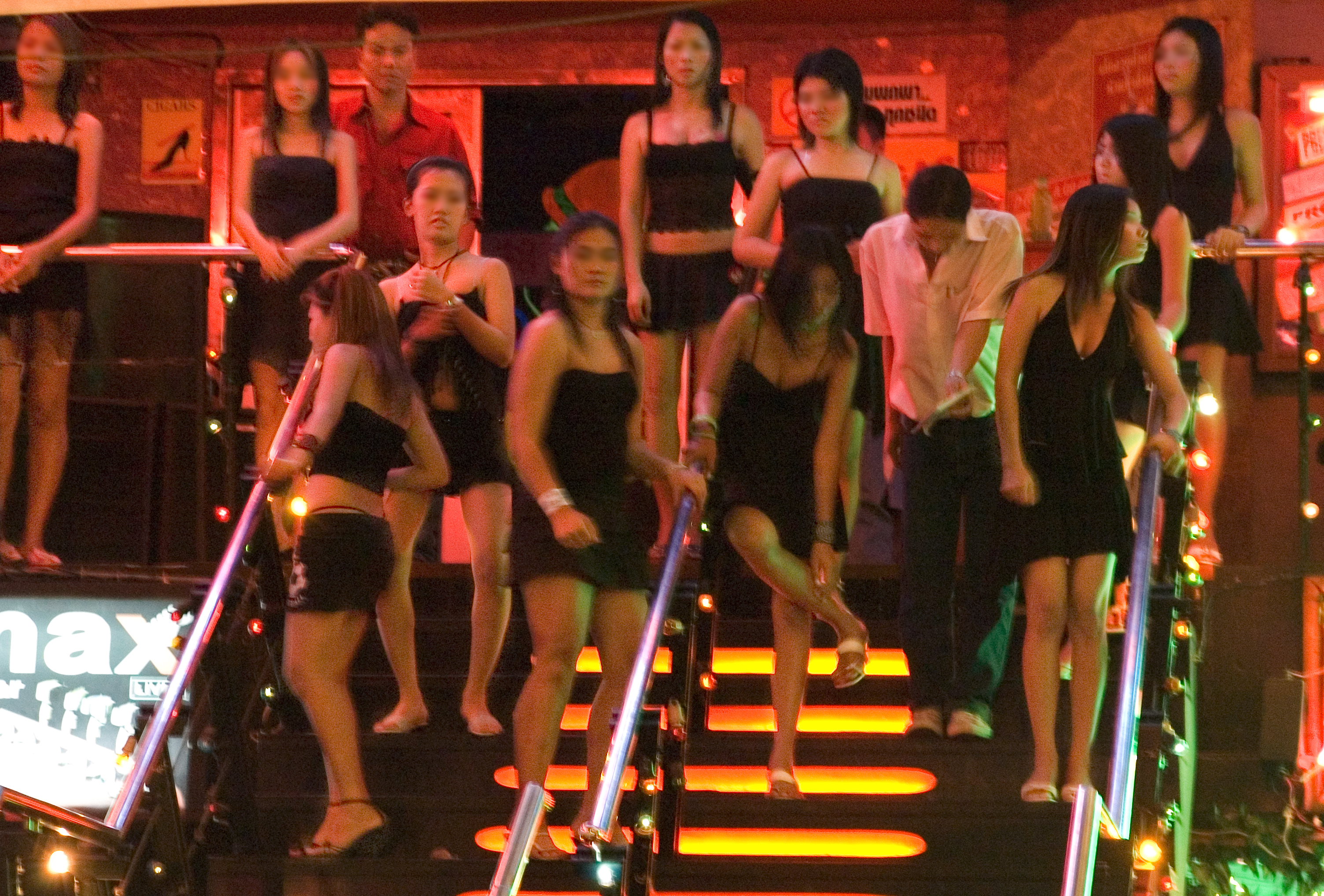
Chicas de bar esperando clientes, Pattaya.

La historia documentada de la prostitución en Tailandia se remonta al menos a seis siglos, con referencias abiertas y explícitas por parte del viajero chino Ma Huan (1433) y posteriormente por visitantes europeos (Van Neck, 1604; Gisbert Heeck, 1655 y otros). Ciertamente no es un fenómeno nuevo, aunque puede haber sido exacerbado por la ocupación japonesa durante la Segunda Guerra Mundial y por el uso extenso de Tailandia como una instalación de «Descanso y recreación» por las fuerzas de los Estados Unidos durante la segunda guerra de Indochina (c. 1963– 1973).
Cuando Rama V abolió la esclavitud en 1905, las mujeres se encontraron sin nada, por lo que vendieron sus cuerpos para sobrevivir. Alrededor de ese tiempo, millones de hombres chinos vinieron a hacer trabajos de construcción, exigiendo sexo. En 1908, el rey aprobó leyes para legalizar la prostitución y ayudar a las trabajadoras sexuales a obtener atención médica.
Tailandia tiene una tradición antigua y continua de textos legales, generalmente descritos bajo el título de la literatura Dhammasattha, en la que la prostitución se define de forma diversa y está prohibida universalmente. La era de los textos legales tradicionales llegó a su fin a principios del siglo XX, pero estos textos anteriores fueron significativos en lo que respecta tanto a la escritura como al espíritu de la legislación moderna.
En el siglo XX se aprobaron diversas leyes relacionadas con la industria del sexo, incluida la Ley de prevención de enfermedades contagiosas de 1908 y la Ley de lugares de entretenimiento de 1966. En la década de 1950, el primer ministro tailandés, el mariscal de campo Sarit Thanarat, inició una campaña de moralidad que incluía el objetivo de criminalizar la prostitución mediante la imposición de multas y el encarcelamiento. Se introdujo un sistema de exámenes médicos y «rehabilitación moral» y el centro de la culpa pública se trasladó de los traficantes y procuradores a las prostitutas. La prostitución misma fue ilegalizada en Tailandia en 1960, cuando se aprobó una ley bajo la presión de las Naciones Unidas. El gobierno instituyó un sistema de monitoreo de las trabajadoras sexuales para prevenir su maltrato y controlar la propagación de enfermedades de transmisión sexual. La ley de 1960 fue derogada por la Ley de Prevención y Supresión de la Prostitución, BE 2539 (1996).

## Intento de legalización
En 2003, el Ministerio de Justicia consideró la legalización de la prostitución como una ocupación oficial con beneficios de salud e ingresos sujetos a impuestos y realizó una discusión pública sobre el tema. Se propuso la legalización y la regulación como un medio para aumentar los ingresos fiscales, reducir la corrupción y mejorar la situación de los trabajadores. Sin embargo, no se hizo nada en efectivo.

## VIH/sida
En 2008, 532 522 tailandeses sufrían de VIH /sida. El ONUSIDA estimó en 2013 que de 380 000 a 520 000 tailandeses vivían con el VIH. En 2017, el número de tailandeses que viven con el VIH fue de 440 000. La prevalencia de VIH /sida entre los adultos tailandeses de 15 a 49 años se estima en 1,1 por ciento (2016). Entre las trabajadoras sexuales independientes, la prevalencia del VIH fue del 2,8 por ciento en 2017. Entre las trabajadoras sexuales en burdeles, fue del 0,6 por ciento (2017).
Mechai Viravaidya, conocido como «Mr. Condom», ha hecho una campaña incansable para aumentar la conciencia sobre las prácticas de sexo seguro y el uso de condones en Tailandia. Ocupó el cargo de ministro de turismo y prevención del sida de 1991 a 1992, y también fundó la cadena de restaurantes Cabbages and Condoms, que otorga condones gratuitos a los clientes.
Después de la promulgación del primer plan quinquenal del gobierno tailandés para combatir la epidemia de VIH / sida en el país, incluido el «programa de condones al 100%» de Mechai, a partir de 1994 el uso de condones durante las relaciones sexuales probablemente aumentó considerablemente. No se dispone de datos actuales sobre el uso de condones. El programa instruyó a las trabajadoras sexuales a rechazar las relaciones sexuales sin condón y supervisó las estadísticas de las clínicas de salud para ubicar los burdeles que permiten el sexo sin condones.

### Kathoey

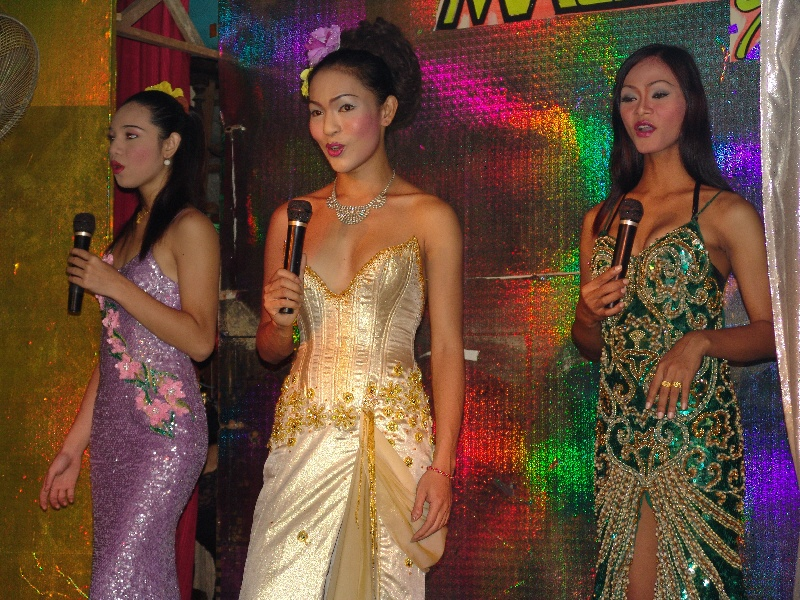
Kathoeys.

Un estudio realizado por AIDS Care investigó el uso de sustancias de las conductas de riesgo de VIH entre trabajadores sexuales kathoey en Bangkok, Tailandia. Únicamente la mitad de los participantes declararon que se hicieron la prueba del VIH y uno había visto a un proveedor de atención médica en los últimos 12 meses. Se encontró que los katheoys que experimentaron el abuso de un padre o hermano eran menos propensos a usar condones durante el sexo anal con clientes. El trabajo sexual del katheoy tiende a ser en grandes ciudades y áreas turísticas, como Bangkok, Chiang Mai, la ciudad de Phuket y Pattaya. Muchos trabajan a tiempo parcial como prostitutas independientes y mantienen un día de trabajo. Los kathoey son generalmente una alternativa más barata a las prostitutas y se considera que tienen menos probabilidades de ser un riesgo de enfermedad. La presión de las barras «ladyboy» a menudo especializadas pone a los kathoeys en riesgo de contraer enfermedades de transmisión sexual, dado que muchos clientes no están dispuestos a usar condones.

## Razones de la prevalencia y la tolerancia

### Vista social
La sociedad tailandesa tiene su propio conjunto único de costumbres sexuales a menudo contradictorias. Visitar a una prostituta o una amante pagada no es un comportamiento infrecuente, aunque no necesariamente aceptable, para los hombres. Muchas mujeres tailandesas, por ejemplo, creen que la existencia de la prostitución reduce activamente la incidencia de violaciones. Entre muchos tailandeses, hay una actitud general de que la prostitución siempre ha sido, y siempre será, una parte del tejido social de Tailandia. Por otro lado, «... la idea de legalizar el trabajo sexual es inaceptable para muchos tailandeses cortos de miras que consideran que la profesión es la base de los vicios. No importa cuántos trabajadores sexuales queden fuera de la economía formal y ser más propensos a la extorsión, explotación y abuso, muchos tailandeses simplemente no tolerarán el trabajo sexual como legal».
Según un estudio de 1996, tanto los hombres como las mujeres tailandeses perciben la necesidad sexual de los hombres como mucho más fuerte que la necesidad sexual de las mujeres. Cuando se piensa que las mujeres pueden ejercer control sobre sus deseos, se ve que el impulso sexual de los hombres es «una necesidad o instinto fisiológico básico». Los hombres y mujeres tailandeses también piensan que los hombres necesitan «una variación ocasional en la pareja». Como la infidelidad femenina está fuertemente mal vista en la sociedad tailandesa y, según una encuesta de 1993, las relaciones sexuales para las mujeres solteras también se encuentran con la desaprobación de la mayoría de la población tailandesa, las relaciones sexuales prematrimoniales, las relaciones sexuales ocasionales y las relaciones sexuales extramatrimoniales con prostitutas, a veces, incluso se alienta a los hombres tailandeses, ya que estos últimos son percibidos como menos amenazadores para un matrimonio con relaciones duraderas.
Otra razón que contribuye a esta visión es que los tailandeses comunes se consideran tolerantes con otras personas, especialmente con aquellos a quienes perciben como oprimidos. Esta aceptación ha permitido que la prostitución florezca sin gran parte del estigma social extremo que se encuentra en otros países. Según un estudio de 1996, las personas en Tailandia generalmente desaprueban la prostitución, pero el estigma para las prostitutas no es duro ni grave, especialmente porque muchas prostitutas ayudan a sus padres a través de su trabajo. A algunos hombres no les importa casarse con ex prostitutas. Un estudio de 2009 sobre el bienestar subjetivo de las prostitutas encontró que entre las trabajadoras sexuales encuestadas, el trabajo sexual se había normalizado.

### Política
Chuwit Kamolvisit fue el propietario de varios salones de masajes en Bangkok y fue considerado por muchos como el «padrino de la prostitución» en Tailandia. En 2005 fue elegido por un período de cuatro años para la Cámara de Representantes de Tailandia, pero en 2006 el Tribunal Constitucional lo destituyó de su cargo. En octubre de 2008, se postuló nuevamente para gobernador de Bangkok, pero no fue elegido. Reveló en 2003 que algunos de sus mejores clientes eran políticos de alto rango y oficiales de policía, a quienes también afirmó haber pagado, durante una década, más de  1,5 £ de millones en sobornos para que su negocio, la venta de sexo, pudiera prosperar.
Si bien el comercio sexual de Tailandia dirigido a extranjeros se puede considerar abierto, la industria que abastece exclusivamente a hombres tailandeses nunca antes había sido examinada públicamente, y mucho menos las hazañas sexuales de los funcionarios indiscutibles de Tailandia.
El apoyo a la prostitución es un fenómeno generalizado en los círculos políticos, como informó BBC News en 2003. «Los parlamentarios del Partido tailandés Rak de Tailandia se están calentando debido a los planes de los líderes del partido de prohibirles tener amantes o visitar burdeles ... Un miembro del Parlamento le dijo al periódico The Nation (Tailandia) que si se aplicaran las reglas, el partido únicamente podría presentar alrededor de 30 candidatos, en comparación con sus más de 200 miembros en funciones».
Las actitudes hacia las mujeres fueron ejemplificadas por el diputado Thirachai Sirikhan, citado en The Nation: «Tener una «mia noi» (amante) es un derecho de los individuos. No debería haber problemas mientras el político no cause problemas a su familia o sociedad».
Después de una redada policial en algunos salones de Bangkok donde los policías tenían relaciones sexuales con prostitutas, «el jefe de policía interino de Suthisan, Varanvas Karunyathat, defendió la acción policial y dijo que los agentes de la policía implicados tenían que tener relaciones sexuales con los masajistas para obtener pruebas del arresto.» Aparentemente, esta es una práctica estándar ya que una fuerza policial independiente hizo lo mismo en Pattaya en mayo de 2007.
Kritaya Archavanitkul, un activista tailandés de derechos humanos, entrevistado por el Instituto de Estudios Internacionales de la Universidad de Berkeley, dijo:

Es triste decirlo, que la estructura social tailandesa tiende a aceptar este tipo de abuso, y no únicamente a aceptar: tenemos leyes, tenemos proyectos de ley que respaldan de manera vital la existencia de estos establecimientos sexuales. Eso es una razón. Y también, tenemos una mafia que también está involucrada en los partidos políticos, por lo que esto mantiene el abuso. La segunda razón es un factor cultural. No sé de otros países, pero en Tailandia el comportamiento sexual de los hombres tailandeses acepta la prostitución. Todas las clases de hombres tailandeses lo aceptan, aunque no todos los hombres tailandeses lo practican. Así que no lo ven como un problema. Entonces, cuando se trata de los responsables de la formulación de políticas, que son en su mayoría hombres, por supuesto, no ven esto como un problema. Saben que hay muchas mujeres que son traídas a la prostitución en Tailandia. Saben que algunos son tratados con violencia brutal. Creo que es una imagen terrible. Ellos piensan que son únicamente los casos desafortunados. Y, debido al beneficio, creo que hay muchas personas involucradas, por lo que intentan hacer la vista gorda ante este problema.

### Crimen organizado
Según un estudio de la Biblioteca del Congreso de Estados Unidos publicado en 2003, «Los distritos de luz roja de las ciudades tailandesas albergan ... burdeles, casinos e instalaciones de entretenimiento que funcionan como fuentes de ingresos y como centros de operaciones para la trata de personas...» Se ha estimado que los grupos del crimen organizado han traído más de un millón de mujeres a Tailandia desde China, Laos y Vietnam. La organización 14K Triad domina el tráfico de mujeres de China a Bangkok para la prostitución.
En noviembre de 2015, el Primer Ministro Prayut Chan-o-cha lanzó una campaña de «limpieza de Tailandia» para eliminar el crimen organizado en todas las áreas, incluido el sexo.

### Religión
En el libro Disposable People: New Slavery in the Global Economy, Kevin Bales sostiene que en el budismo tailandés, las mujeres son consideradas como inferiores por naturaleza a los hombres, y que Buda les dijo a sus discípulos que las mujeres eran «impuras, carnales y corruptas». Esto también está respaldado por la creencia de que las mujeres no pueden alcanzar la iluminación, aunque esta opinión es cuestionada por otras escrituras budistas como el Vinaya-pitaka en el Canon Pali. El actual Dalai Lama ha afirmado que las mujeres pueden alcanzar la iluminación y funcionar como iguales a los hombres en asuntos espirituales, pero su rama del budismo no es la que se practica en Tailandia, que tiene su propio canon particular de creencias. Bales también señala el hecho de que diez tipos de esposas están delineadas en el Vinaya, o reglas para los monjes. En las reglas, las tres primeras categorías son mujeres a las que se les puede pagar por sus servicios. En la actualidad Tailandia, esto se expresa como una tolerancia de la prostitución por parte de las mujeres casadas. El sexo con prostitutas es visto por las esposas como «sexo vacío», y así las mujeres pueden permitir que sus esposos tengan relaciones sexuales sin sentido con prostitutas en lugar de encontrar un nuevo cónyuge. El budismo también prescribe «aceptación y resignación ante el dolor y el sufrimiento de la vida», de acuerdo con la creencia en el karma y la expiación de los pecados de vidas anteriores. Las mujeres pueden elegir creer que servir como prostitutas es el resultado ineludible del karma.

### Explotación policial y oficial
La tenue posición de la prostitución en la sociedad tailandesa la hace propicia para ser explotada por la policía y los funcionarios gubernamentales. Las empresas sexuales pagan sumas considerables a las autoridades para que se les permita continuar en el negocio. El trabajo sexual se ha convertido, en efecto, en una fuente de ingresos para quienes están en condiciones de obtener sobornos. Aquellos que están en posición de beneficiarse tienen un interés financiero en ver que el status quo continúe. Los dueños de negocios y trabajadores sexuales individuales se quejan de que desde que la junta llegó al poder en 2014, el hostigamiento ha aumentado, al igual que las sumas exigidas. Esto tiene el efecto de expulsar a las empresas de los negocios y las trabajadoras sexuales a la calle o en Internet como trabajadores independientes.

## Redes criminales

### Prostitución infantil
Se desconoce el número exacto de prostitutas infantiles en Tailandia. Según el instituto de investigación con sede en Estados Unidos «Proyecto de protección», las estimaciones del número de niños involucrados en la prostitución que viven en Tailandia varían de 12 000 a cientos de miles (ECPAT International). El gobierno, los investigadores universitarios y las ONG estimaron que hay entre 30 000 y 40 000 prostitutas menores de 18 años, sin incluir a los inmigrantes extranjeros (Departamento de Estado de los Estados Unidos 2005b). El Instituto de Investigación del Sistema de Salud de Tailandia estima que los niños en la prostitución representan el 40% de las prostitutas en Tailandia.
Las razones por las cuales y los niños son explotados sexualmente comercialmente incluyen:
- Pobreza: una alta proporción de la población vive en la pobreza.
- Niños de las tribus de las colinas étnicas: estos niños viven en la región fronteriza del norte de Tailandia. Sufren de niveles desproporcionados de pobreza en relación con la población en general y la mayoría de ellos carecen de tarjetas de ciudadanía. Esto significa que no tienen acceso a la atención médica ni a la escuela primaria, lo que limita su educación superior u oportunidades de empleo.
- Tráfico de niños: muchos niños se trafican hacia o dentro del país a través de redes criminales conocidas, ex víctimas de tráfico y la policía fronteriza y los funcionarios de inmigración que los transportan a los burdeles de Tailandia.
- Sentido del deber: de acuerdo con las costumbres tradicionales, el primer deber de una niña es ayudar a su familia en todo lo que pueda. Debido a este sentido del deber y al pago de las deudas familiares, muchas niñas se han visto obligadas a ejercer la prostitución.

Los niños son explotados en establecimientos sexuales y también son abordados directamente en la calle por pedófilos que buscan contacto sexual. El turismo sexual infantil es un problema grave en el país. Tailandia junto con Camboya, India, Brasil y México, ha sido identificados como un importante punto de acceso a la explotación sexual infantil. Los pedófilos, en particular, explotan las leyes poco estrictas del país e intentan encontrar cobertura para evitar el enjuiciamiento.
Para desalentar el turismo sexual con niños, el gobierno informó que negó la entrada a 74 delincuentes sexuales extranjeros conocidos en 2017. El gobierno ha desarrollado y lanzado un video que se mostrará en los vuelos que ingresan a Tailandia desalentando el turismo sexual. El Ministerio de Turismo distribuyó más de 315 000 folletos para desalentar el turismo sexual a empresas y profesionales del turismo y organizó capacitaciones para 800 funcionarios de gobiernos locales, trabajadores del sector turístico, estudiantes, jóvenes y organizaciones de la sociedad civil sobre la prevención de la explotación sexual infantil en la industria turística.

### Tráfico sexual
Tailandia es un país de origen, destino y tránsito para hombres, mujeres y niños sujetos a tráfico sexual. La industria del sexo comercial de Tailandia sigue siendo amplia y aumenta las vulnerabilidades del tráfico sexual. Mujeres, hombres, niños y niñas de Tailandia, otros países del sudeste asiático, Sri Lanka, Rusia, Uzbekistán y algunos países africanos están sujetos a tráfico sexual en Tailandia. Tailandia también es un país de tránsito para las víctimas de China, Corea del Norte, Vietnam, Bangladés, India y Birmania sometidas a tráfico sexual en países como Malasia, Indonesia, Singapur, Corea del Sur, Estados Unidos y países de Europa occidental. Los ciudadanos tailandeses están sujetos al tráfico sexual en Tailandia y en países de América del Norte, Europa, África, Asia y Oriente Medio.
Las mujeres de nacionalidad tailandesa y otras han sido atraídas a Japón y vendidas a los burdeles controlados por Yakuza, donde se ven obligadas a pagar una deuda financiera. Es fácil atraer a estas mujeres de los países vecinos porque Tailandia tiene 56 puntos de cruce no oficiales y 300 puntos de control, donde las personas pueden cruzar la frontera sin papeleo. En un caso histórico en 2006, una de esas mujeres, Urairat Soimee, presentó una demanda civil en Tailandia contra los perpetradores tailandeses, que previamente habían sido condenados en un tribunal penal. La mujer había logrado escapar de la red de prostitución controlada por Yakuza matando a la mujer tailandesa mama-san y pasó cinco años en una prisión japonesa.
La Oficina del Departamento de Estado de los Estados Unidos para la Vigilancia y Combate de la Trata de Personas en su informe de 2018 sobre la Trata de Personas en los Estados Unidos, consideraba a Tailandia como un país de Nivel 2, lo que significa que a pesar de que el Gobierno de Tailandia no cumple con los estándares mínimos Eliminación de la trata, se está haciendo un esfuerzo significativo para hacerlo.
Tailandia ha promulgado varias leyes contra la trata de personas. Estos incluyen la Ley contra la trata de personas de 2008, la Ley contra la trata de personas de 1997. Tailandia también ha suscrito acuerdos regionales contra la trata de personas, incluida la Iniciativa Ministerial Coordinada del Mekong contra la Trata de Personas. La organización tailandesa de trabajadores sexuales EMPOWER ha expresado varias preocupaciones sobre la ley de 2008. Estas preocupaciones incluyen que la ley autoriza a la policía a ingresar a presuntos establecimientos sexuales sin una orden judicial, a la falta de asistencia social a las víctimas, a las repatriaciones involuntarias y a la división resultante entre las ONG que afirman oponerse a la trata sexual y aquellas que apoyan a las trabajadoras sexuales. Las organizaciones de trabajadores sexuales en Tailandia se han opuesto enérgicamente a las operaciones de «rescate» que dan como resultado que los adultos que ingresaron libremente en la industria del sexo sean arrestados, se les niegue un medio de vida o estén sujetos a deportación.
Una banda de tráfico sexual fue interceptada en la ciudad de Pattaya, en el sur de octubre de 2014.
En 2017, el Ministerio del Interior y el Ministerio de Justicia inspeccionaron 11,268 lugares de entretenimiento para adultos «de alto riesgo» y ordenaron a 268 que cesaran las actividades comerciales durante cinco años; estas inspecciones llevaron a la persecución de ocho casos de trata. La corrupción sigue socavando los esfuerzos contra la trata. Algunos funcionarios del gobierno son directamente cómplices en delitos de tráfico, incluso mediante la aceptación de sobornos o préstamos de dueños de negocios y burdeles donde se explota a las víctimas. Informes fidedignos indican que algunos funcionarios corruptos protegen los burdeles y otros lugares comerciales con fines comerciales de incursiones e inspecciones y se confabulan con los traficantes.

## Organizaciones de ayuda
Existen varias organizaciones de ayuda para trabajadores sexuales en Tailandia:
- EMPOWER es una organización no gubernamental tailandesa que ofrece servicios de salud, educación y asesoramiento a trabajadoras sexuales. La organización busca empoderar a las trabajadoras sexuales y está en funcionamiento desde 1985, con oficinas en Patpong (Bangkok), Chiang Mai, Mae Sai y Patong Beach (Phuket).[90] La organización también opera un museo de trabajo sexual en Bangkok y un bar de propiedad cooperativa en Chiang Mai.
- SWING (Service Workers in Group) es una rama de EMPOWER que ofrece apoyo a trabajadoros sexuales masculinos y femeninos en Patpong y Pattaya. Ofrece clases de inglés, enseña educación sexual segura, distribuye condones y promueve la salud y la seguridad con un gimnasio interno y exámenes médicos con descuento. La organización recientemente formada SISTERS trabaja con trabajadoras sexuales transexuales en Bangkok y Pattaya.[91][92]
- M Plus es una organización para trabajadores sexuales masculinos en Chiang Mai, incluidos hombres que se identifican como homosexuales, heterosexuales o transgénero. Opera una clínica de salud para trabajadores sexuales y lleva a cabo programas de prevención y prevención del VIH.[93]
- La Red de Trabajadores Sexuales de Asia Pacífico (APNSW) es una organización regional, con sede en Tailandia, de organizaciones lideradas por trabajadores sexuales.[94] Existe para promover y proteger la salud y los derechos humanos de las trabajadoras sexuales en Asia. Apoya la despenalización total del trabajo sexual y el reconocimiento del trabajo sexual como trabajo.